# Salix viminalis
Răchita (Salix Viminalis L.), sau mlaja, este o salcie cu caracteristici energetice, utilizată în producția de biomasă, având următoarele caracteristici principale:
- 3 – 3,5 cm creștere/zi
- rezistență la boli și la condițiile climatice
- putere calorică de până la 4,900 kca/kg
- ciclul de viață al unei culturi este de 25-30 de ani
- 0% substanțe poluante
- productivitate crescută